# Hello, Goodbye
"Hello Goodbye" é uma canção da banda britânica The Beatles, lançada como compacto - cujo lado B era "I Am The Walrus" - em novembro de 1967, e alcançou o topo das paradas nos Estados Unidos, Reino Unido, França e Noruega. A canção atingiu ainda o 2º lugar na Austrália e na Suíça.

## Composição
Embora creditada a Lennon-McCartney, a canção foi escrita apenas por Paul McCartney.

## Lançamento
"Hello, Goodbye" foi lançada como compacto no dia 24 de novembro de 1967. A canção foi incluída na versão estadunidense de Magical Mystery Tour, lançada neste país três dias depois.
A canção alcançou o topo das paradas nos E.U.A., permanecendo nesta posição por três semanas, e se tornou a 15a canção nº 1 no país. Também chegou ao topo das paradas britânicas, permanecendo nesta posição por sete semanas, e foi o compacto nº 1 de Natal.

## Certificações e vendas
| Região                                                                                                  | Certificação | Vendas     |
| --- | ------------ | ---------- |
| Dinamarca (IFPI Dinamarca)                                                                              | Prata        | 50,000     |
| França                                                                                                  |              | 200,000    |
| Países Baixos                                                                                           |              | 100,000    |
| Reino Unido                                                                                             |              | 500,000    |
| Estados Unidos (RIAA)                                                                                   | Ouro         | 1,000,000^ |
| Resumos                                                                                                 |              |            |
| Mundo                                                                                                   |              | 2,000,000  |
| *números de vendas baseados somente na certificação ^números de vendas baseados somente na certificação |              |            |